# Зёйдплас
Зёйдплас (нидерл. Zuidplas) — община в провинции Южная Голландия (Нидерланды).

## История
Община Зёйдплас была создана 1 января 2010 года путём объединения общин Мордрехт, Ньиверкерк-ан-ден-Эйссел и Зевенхёйзен-Муркапелле.